# 塞尼奥拉-达奥拉
塞尼奥拉-达奥拉是葡萄牙波尔图区的一个堂区。总面积3.8平方公里，总人口26543人，人口密度6985人/平方公里。